# Rhionaeschna pallipes
Rhionaeschna pallipes là loài chuồn chuồn trong họ Aeshnidae. Loài này được Fraser mô tả khoa học đầu tiên năm 1947.